# Dottia
Dottia is een geslacht van vlinders van de familie tandvlinders (Notodontidae).

## Soorten
- D. boliviata Schaus, 1928
- D. effecta Schaus, 1911